# 新西蘭突吻鱈
新西蘭突吻鱈（学名：Coryphaenoides serrulatus）為輻鰭魚綱鱈形目鼠尾鱈科的其中一種，分布於西南太平洋澳洲、紐西蘭海域，屬深海底棲性魚類，深度540-2070公尺，體長可達45公分，棲息在底層水域，生活習性不明。
其种加词“Serrulatus”意为“有小锯齿的”。